# Shuffleboard

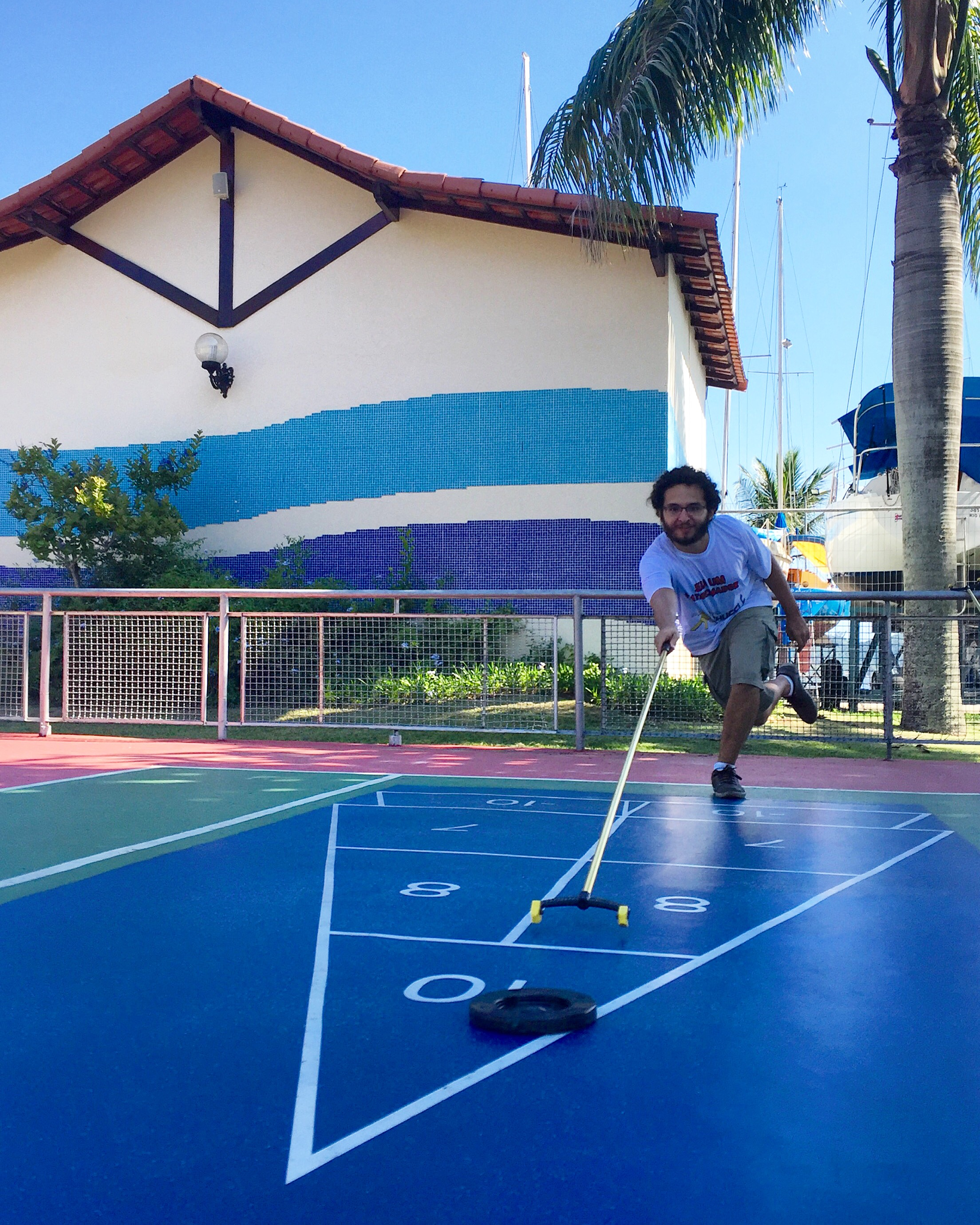
En shuffleboard-spelare i aktion.

Shuffleboard, även kallat shuffel, är ett sällskapsspel som spelas av två spelare eller lag på ett plant underlag i golv- eller marknivå, på vilket är markerat två triangelformade målområden. Dessa är indelade i ett antal fält med olika poängmarkeringar. Speltillbehören utgörs av fyra röda diskar (runda plattor av trä) som tillhör den ena deltagande sidan och fyra svarta (eller gröna) som tillhör motparten, samt speciella köer (gaffelformade träkäppar), en per deltagare.
De båda spelarna eller lagen turas om att med köerna skjutsa iväg diskarna från det ena målområdets bakre del till det motsatta målområdet. Spelet går ut på att placera de egna diskarna så bra som möjligt och att samtidigt försöka skjuta bort motpartens. När alla diskar är spelade räknas poängen för de diskar som helt och hållet befinner sig inom något av de olika fälten i målområdet. Diskarna spelas varannan gång från det ena målområdet och varannan gång från det andra. Spelet fortgår till dess den ena parten uppnått överenskommen poängsumma.
Shuffleboard är ett populärt tidsfördriv på fartygsdäcken ombord på kryssningsfartyg. Spelets namn härleds från shovelboard, en äldre engelsk benämning på stöta slant, vilket är det spel som shuffleboard har utvecklats från.